# Procédure du compte à rebours du lancement de la navette spatiale américaine
 (août 2007).
Si vous disposez d'ouvrages ou d'articles de référence ou si vous connaissez des sites web de qualité traitant du thème abordé ici, merci de compléter l'article en donnant les références utiles à sa vérifiabilité et en les liant à la section « Notes et références ».

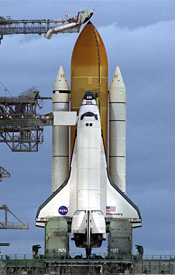
La navette spatiale Endeavour et son réservoir externe.

La procédure du compte à rebours du lancement de la Navette spatiale américaine est une longue phase de contrôle de tous les organes vitaux du lanceur (motorisation, alimentation en énergie et en comburants, communications, systèmes de pilotage et systèmes de survie) qui s’étend sur 3 jours.

## 3 jours avant le lancement
- Appel aux stations d'écoute ;
- Début du compte à rebours à T - 43 h ;
- Début du transfert vers le site de tir et de la dernière phase de préparation au lancement ;
- Vérification des systèmes de secours des systèmes de vol de la navette ;
- Vérification des logiciels de vol ;
- Chargement des logiciels du système de vol dans les ordinateurs de la navette ;
- Retrait de certains ponts ;
- Début des tests du système de navigation ;
- T - 27 h : premier arrêt du compte à rebours pour une période de 4 h ;
- Retrait du pas de tir du personnel non nécessaire ;
- Test des dispositifs pyrotechniques du lanceur.

## 2 jours avant le lancement
- Reprise du compte à rebours ;
- Début des opérations de remplissage des réservoirs de la navette (carburants et comburants cryogéniques) ;
- T -19 h : second arrêt du compte à rebours pour une période de 4 h ;
- Remplissage des réservoirs d’eau présents sur le pas de tir, qui se déverseront au moment du décollage pour atténuer le bruit ;
- Désaccouplement du cordon ombilical intermédiaire ;
- Prise d’autonomie du véhicule et déconnexion de ses instruments au sol ;
- Reprise du compte à rebours ;
- Préparation finale des trois moteurs principaux de la navette ;
- Retrait de la plate-forme de service ;
- Arrêt du compte à rebours pour une période de 12 heures et 45 minutes ;
- Vérification du système de guidage stellaire ;
- Activation des systèmes de mesures inertielles de la navette ;
- Activation des systèmes de communications de la navette.

## 1 jour avant le lancement
- Rangement à l’intérieur de la navette du matériel de l’équipage ;
- Retrait du dispositif de remplissage au sommet du réservoir principal (RSS, ou Rotating Service Structure) ;
- Lecture de la check-list de décollage ;
- Purge des chambres de combustion ;
- Reprise du compte à rebours à T - 11 h ;
- Mise en action des pompes à carburant ;
- Retrait de la zone de danger du personnel non essentiel ;
- Nouvel arrêt du compte à rebours à T - 6 h pour une période de 2 h ;
- Vérification de l’intégrité des réservoirs de la navette ;
- Retrait du pas de tir de tous le personnel ;
- Réfrigération des canalisations de carburant ;
- Début du remplissage du réservoir externe de la navette ;
- Reprise du compte à rebours ;
- Fin du remplissage du réservoir externe ;
- Inspection du pas de tir ;
- T - 3 h : arrêt du compte à rebours pour une période de 2 h ;
- Vérification des communications avec ‘’Align Merritt Island Launch Area’’ (MILA), antennes de poursuites ;
- Reprise du compte à rebours ;
- Direction de l’équipage vers le pas de tir ;
- Vérification des instruments du cockpit ;
- Début de l’installation de l’équipage à bord de la navette ;
- Vérification par l’équipage du bon fonctionnement des systèmes de communications entre la navette et le Centre de contrôle et de lancement.

## Jour du lancement
- Fermeture du sas d’entrée de la navette ;
- Test et fermeture étanche du sas d’entrée ;
- Fin des opérations en salle blanche ;
- Retrait du personnel présent dans la salle blanche ;
- Retrait des derniers personnels ;
- Arrêt du compte à rebours pour 10 min à T – 20 min ;
- Dernier débriefing transmis à l’équipe de préparation du lancement ;
- Fin des mesures inertielles ;
- Reprise du compte à rebours à T - 20 min ;
- Bascule des ordinateurs de la navette en mode "configuration de lancement" ;
- Début du conditionnement thermique des pompes à carburant ;
- Fermeture des valves de ventilation de la cabine de la navette ;
- Bascule des systèmes de vols de secours en mode "configuration de lancement" ;
- Arrêt du compte à rebours à T - 9 min pour une période d’environ 45 min ;
- Décision de la part du directeur du lancement, de l’équipe de gestion de la mission et du directeur de tests, de lancer la dernière phase du compte à rebours ;
- Reprise du compte à rebours à T - 9 min ;
- Début de la séquence automatique du lancement ;
- T – 7 min 30 s : retrait du bras d’accès à l’équipage ;
- T – 6 min 15 s : début de l’enregistrement de la mission ;
- T – 5 min 00 s : mise en route des générateurs de puissance auxiliaires ;
- T – 5 min 00 s : amorçage des moteurs des propulseurs (SRB) et activation des dispositifs de sécurité ;
- T – 3 min 55 s : ventilation des circuits d'oxygène liquide ;
- Mise en configuration de vol des surfaces mobiles de la navette ;
- T – 2 min 55 s : mise sous pression du réservoir d'oxygène liquide ;
- T – 2 min 50 s : début du retrait du bras de remplissage d'oxygène liquide ;
- T – 1 min 57 s : mise sous pression du réservoir d'hydrogène liquide ;
- T – 1 min 00 s : mise hors tension des réchauffeurs des joints des propulseurs ;
- T – 0 min 50 s : mise sous tension autonome de l'orbiteur ;
- T – 0 min 31 s : mise en route de la séquence automatique ;
- T – 0 min 6,6 s : allumage des trois moteurs de la navette et du moteur principal ;
- T - 0 : allumage des propulseurs et décollage.
- T + 2 min (environ) : largage des propulseurs

## Source
- (en) Space Shuttle Launch Countdown